# Tatiana Lobo

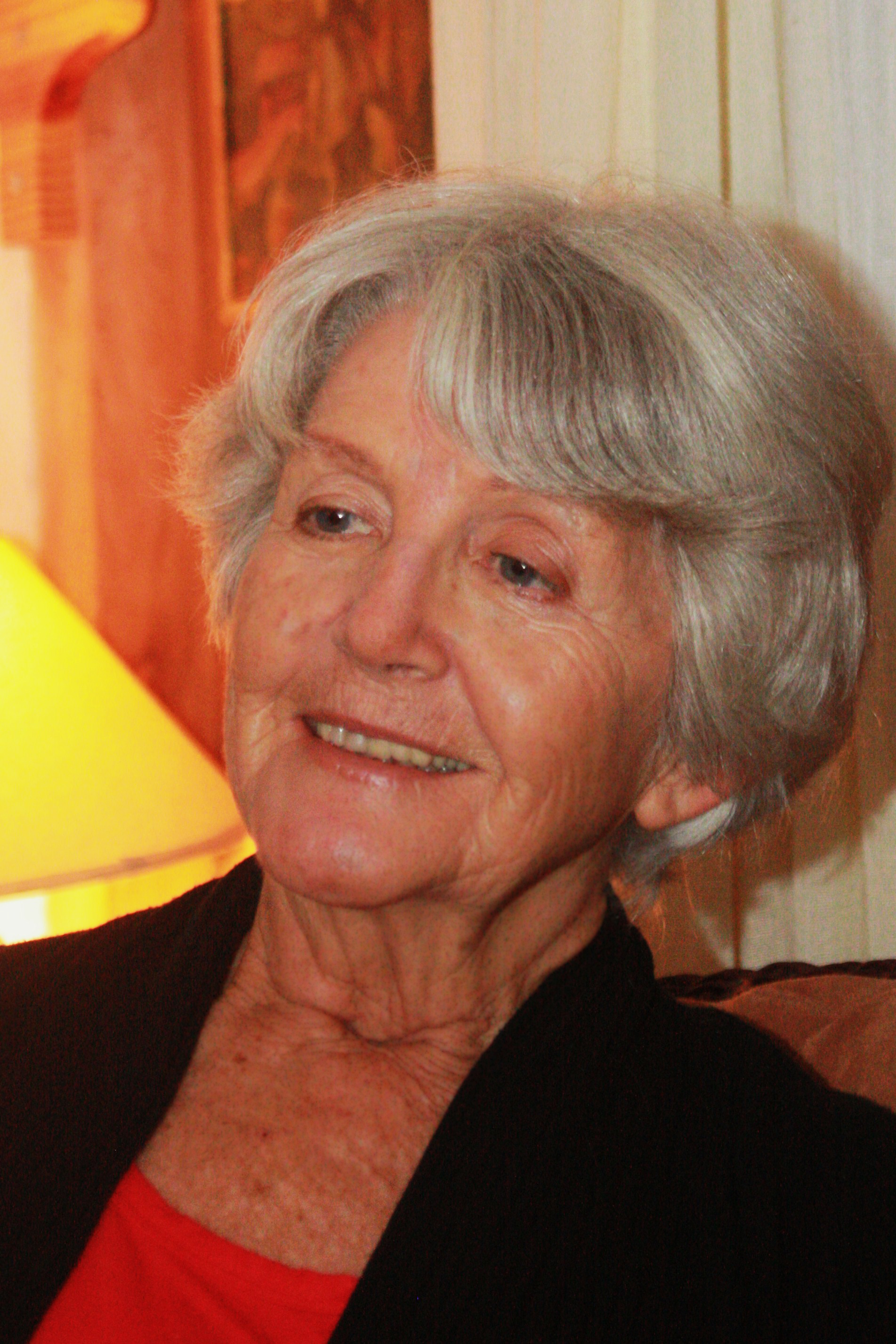
Tatiana Lobo

Tatiana Lobo (sinh ngày 13 tháng 11 năm 1939  – mất ngày 22 tháng 2 năm 2023) là một tác giả người Costa Rica.
Lobo sinh ra ở Puerto Montt, Chile, nhưng đã cư trú ở Costa Rica từ năm 1963, và thường được coi là một nhà văn người Costa Rica.   Các tác phẩm đã xuất bản của cô đã vượt qua nhiều thể loại, bao gồm tiểu thuyết, vở kịch, truyện ngắn và bài báo. Cô đã nhận được nhiều giải thưởng cho tiểu thuyết của mình, bao gồm cả giải thưởng Sor Juana Inés de la Cruz vào năm 1995, Costa Rica giải quốc gia 's Aquileo J. Echeverría (Premio Nacional Aquileo J. Echeverría), và Costa Rica Premio Academia Costarricense de la lengua. Các tác phẩm của cô đã được dịch sang tiếng Pháp, tiếng Đức và tiếng Anh.
Bà qua đời ngày 22 tháng 2 năm 2023, thọ 83 tuổi.